# ONTAP (OS)
ONTAP（オンタップ）またはData ONTAP（データ・オンタップ）は、ネットアップのNAS装置で使用されているアプライアンスOS。

## 概要
同社はData ONTAPを「プラットフォームOS」と呼び、柔軟な管理と高い可用性を実現するとしている。
Data ONTAPは、NetBSDやLinuxを基にカスタマイズされたもので、コマンドやCIFS/NFS/FTP/iSCSI/FCPなどの統合ストレージ管理機能は、ONTAP用にRFCや規定を準拠した独自の動作仕様及び、設定体系となっている。基本的なNAS機能としてのNFSやCIFSベースの機能だけでなく、一般に他サーバで提供される各種機能などをオプションベースで提供できる。
ファイルシステムは独自のフルジャーナルファイルシステムであるWAFL (Write Anywhere File Layout) を採用しており、ダブルパリティRAID 6であるRAID-DPや、オンラインバックアップ機能であるsnapshotやSnapRestoreといったリストア機能や、ディザスタリカバリにも使用できるSnapMirrorなどの機能を持つ。同社はこれらの機能を、柔軟な運用管理性、設定の容易さ、安定性、広い実績を持つと主張している。
動作はインテルXeonを対象にしており、単一ABIをサポートするELF形式のオブジェクトフォーマットを使用している。また、最近ではプロセッサにAMDのOpteronを採用するなど全製品ラインの強化が進められている。

## 状況
LENOVO、IBM、富士通、日立製作所など、多くのベンダがNASゲートウェイとしてNetApp製品をOEM販売しているが、その全てで内部的にはData ONTAPが稼働している。

## 参照
1. ↑  NetApp プラットフォームOS